# Fairmairoplia carinata
Fairmairoplia carinata är en skalbaggsart som beskrevs av Marc Lacroix 1997. Fairmairoplia carinata ingår i släktet Fairmairoplia och familjen Melolonthidae. Inga underarter finns listade i Catalogue of Life.